# كيفن كيس
كيفن كيس (26 سبتمبر 1990 في بلجيكا - ) هو لاعب كرة قدم بلجيكي في مركز الدفاع. لعب مع نادي جينك ونادي فيسترلو ونادي يوبين وK.S.V. Roeselare ‏ وفورتونا سيتارد.

## وصلات خارجية
- كيفن كيس على موقع قاعدة بيانات كرة القدم.إي يو (الإنجليزية)
- كيفن كيس على موقع Soccerway.com (الإنجليزية)